# Live Free or Die Hard
Live Free or Die Hard és una pel·lícula britànico-estatunidenca del 2007 dirigida per Len Wiseman i protagonitzada per Bruce Willis, Timothy Olyphant i Justin Long. És la quarta pel·lícula de la saga Die Hard.

## Argument
Uns hàquers ataquen diferents infraestructures dels Estats Units amb l'objectiu de destruir el sistema americà. L'atac comença amb un tall de les comunicacions i del pirateig del sistema informàtic de l'FBI. Els cibercriminals continuen amb els mercats de borsa i finalment sabotegen les instal·lacions d'electricitat i gas.
Malauradament per als hàquers, l'agent de policia John McClane (Bruce Willis) entra en escena per impedir l'èxit dels seus plans.

## Producció

### Guió i títol
La trama de la pel·lícula està basada en un guió anterior titulat WW3.com de David Marconi, guionista de la pel·lícula de 1998 Enemy of the State. Usant l'article de John Carlin per a la revista Wired titulat A Farewell to Arms, Marconi elaborà un guió sobre un atac ciber-terrorista als Estats Units. El procediment de l'atac és conegut com una "venda de foc", que representa un atac coordinat de tres etapes en el transport d'un país, les telecomunicacions, financers i sistemes d'infraestructura de serveis públics. Després dels atacs de l'11 de setembre de 2001, el projecte estava estancat, només per ser reestructurat diversos anys després i reescrit a Live Free or Die Hard per Doug Richardson i eventualment per Mark Bomback.
Willis digué el 2005 que la pel·lícula es diria Die Hard 4.0, atès que gira al voltant dels ordinadors i el ciberterrorisme. L'IGN més endavant informà que la pel·lícula es diria Die Hard: Reset. La 20th Century Fox més endavant anuncià el títol com Live Free or Die Hard i establí la data d'estrena el 29 de juny de 2007, començant a gravar al setembre del 2006. El títol està basat en el lema de l'estat de Nou Hamphsire, "Life Free or Die" ('Llibertat o Mort'), que s'atribueix a una cita del General John Stark.